# Skänninge samrealskola
Skänninge samrealskola var en realskola i Skänninge verksam från 1920 till 1967.

## Historia
Skolan inrättades 1914 som en högre folkskola, vilken 1920 ombildades till en kommunal mellanskola. Denna ombildades från 1945 successivt till Skännige samrealskola. 
Realexamen gavs från 1921 till 1967.